# Samm Levine
Samm Levine, född 12 mars 1982 i Chicago, är en amerikansk skådespelare.
Levine har bland annat medverkat i TV-serierna Nollor och nördar (1999-2000) och Minx från 2022. Han har även medverkat i filmerna Inglourious Basterds från 2009 och Not Another Teen Movie från 2001.

## Filmografi (i urval)
- 1999–2000 – Nollor och nördar (TV-serie)
- 2001 – Not Another Teen Movie
- 2004 – Club Dread
- 2006 – Pulse
- 2006 – Sydney White
- 2009 – Inglourious Basterds
- 2012 – Columbus Circle
- 2022 – Minx (TV-serie)